# Помурино
Помурино — посёлок в Москаленском районе Омской области. В составе Элитовского сельского поселения.

## История
Основан в 1892 г. В 1928 г. разъезд Помурино состоял из 4 хозяйств, основное население — русские. В составе Покровского сельсовета Москаленского района Омского округа Сибирского края.

## Население
| 1926 | 2010 |
| ---- | ---- |
| 16   | ↗233 |